# Bruno Santos (football)
Pour les articles homonymes, voir Bruno Santos.
Bruno Santos Da Silva est un footballeur brésilien né le 31 août 1983 à Rio de Janeiro.
Occupant le poste d'attaquant, il a résilié son contrat avec La Berrichonne de Châteauroux en janvier 2010.

## Palmarès
Figueirense FC
- Championnat de l'État de Santa Catarina
  - Champion (1) : 2008